# Агрон (царь)
Агрон (др.-греч. Ἄγρων) — царь Иллирии около 250—230 годов до н. э. Во время его правления Иллирийское государство стало одним из самых больших и мощных на Балканах.

## Биография
Сведения об Агроне содержатся в трудах двух древнегреческих историков: Аппиана и Полибия.
Агрон, сын Плеврата II, пришёл к власти, когда в Иллирии был упадок. Он принял меры для улучшения жизни своих граждан, быстро восстановив города и обеспечив условия для их процветания.
Помимо этого, царь Агрон распространил свою власть на соседние племена. По свидетельству Полибия, основой его успехов были могущественная армия и флот: «Агрон, царь иллирийцев, был сыном Плеуратуса и обладал самой мощной силой, как на суше, так и на море, по сравнению со своими предшественниками».
Агрону удалось расширить границы государства до Адриатического и Ионического морей. Так, он подчинил северную часть Эпира, острова Коркира и Фавр, а также город Эпидамн. Наиболее известной из заслуг Агрона является победа над этолийцами, которые считались сильнейшим народом в Греции. Греческие полисы, которые были расположены вдоль побережья, также систематически подвергались нападениям иллирийцев. Таким образом, Агрон добился могущества и признания на Балканах.
Агрон отдал остров Фарос в правление Деметрию, где тот выступал в роли наместника иллирийского царя.
В то же время, попытка Агрона подчинить остров Исса вызвала вмешательство Рима. Были предприняты попытки договориться мирным путём, но иллирийские послы были убиты римскими воинами.
Около 230 года до н. э., в начале инициированной римлянами Первой иллирийской войны, Агрон скоропостижно скончался. Официальным преемником стали его сын Пиннес и первая жена Тритевта. Однако фактически управление Иллирией находилось в руках второй жены — Тевты.